# Röda kon, Jomala
Röda kon är ett skär med ledfyr i havsfjärden Lumparn i Jomala på Åland.
Öns area är 0,7 hektar och dess största längd är 120 meter i nord-sydlig riktning. Den ligger cirka 1,3 kilometer öster om Ytterby i Jomala på fasta Åland och cirka 10 kilometer nordost om Mariehamn.